# Noumory Keita
Noumory Keita (ur. 26 czerwca 2001 w Bamako) – malijski siatkarz, grający na pozycji przyjmującego, reprezentant kraju.
13 czerwca 2022 roku został ogłoszony siatkarzem włoskiego klubu WithU Werona, z którym podpisał kontrakt ważny do 2024 roku.
Wcześniej Malijczyk grał m.in. w koreańskim Uijeongbu KB Insurance Stars, w którego barwach w meczu finałowym przeciwko Incheon Korean Air Jumbos zdobył 57 punktów.

## Sukcesy klubowe
Liga południowokoreańska:
- 2022

Klubowe Mistrzostwa Azji:
- 2025[4]

## Nagrody indywidualne
- 2022: MVP V-League w sezonie 2021/2022[5].